# Équipe de Belgique de football en 1984
Maillots
Chronologie
Saison précédente Saison suivante
L'équipe de Belgique de football participe en 1984 à son troisième Championnat d'Europe, le deuxième de suite, en quatre éditions dont celle-ci se tient en France entre le 12 et le 27 juin, dispute quatre rencontres amicales et commence les éliminatoires de la Coupe du monde au Mexique.

## Objectifs
Auréolés de leurs succès à la Coupe du monde 1982 en Espagne et à l'Euro 1980 où ils avaient atteint la finale, les Belges appréhendent cette édition française avec confiance. L'objectif est de franchir le cap de la phase de poules et d'atteindre la finale une nouvelle fois. Il s'agit aussi d'autre part de bien commencer les éliminatoires de la Coupe du monde au Mexique afin de tenter de se qualifier pour la deuxième phase finale mondiale de rang.

## Résumé de la saison
Après le mondial, plusieurs cadres de l'équipe prennent leur retraite internationale, parmi lesquels Wilfried Van Moer et les frères Luc et Marc Millecamps. Leurs remplaçants les font vite oublier et entament les éliminatoires de l'Euro 1984 par quatre victoires en quatre rencontres, des résultats qui leur permettent d'assurer leur qualification alors qu'il reste encore deux rencontres à jouer, qui se solderont par un partage et une défaite lors de l'ultime journée.
En phase finale, les Diables Rouges font figure d'outsider et tombent dans un groupe à leur portée avec la France, pays hôte et favori de la compétition, la Yougoslavie et le Danemark, qualifié surprise dont c'est seulement la deuxième grande compétition internationale, vingt ans après l'Euro 1964. Les Belges commencent bien le tournoi en s'imposant (2-0) contre la Yougoslavie puis subissent une défaite cinglante (5-0) contre la France, avec un triplé de Michel Platini. Le dernier match contre le Danemark est décisif. La Belgique mène (0-2) après 39 minutes mais se fait rejoindre puis dépasser, les Danois l'emportant finalement (3-2),.

## Bilan de l'année
L'affaire de corruption Standard-Waterschei détruit le château de cartes patiemment établi par Guy Thys depuis six ans. Quatre des piliers de l'équipe (Eric Gerets, Walter Meeuws, Jos Daerden et Guy Vandersmissen) sont suspendus et le sélectionneur national se voit obligé de rebâtir trois mois avant le Championnat d'Europe. Après avoir vaincu la Yougoslavie (2-0), les Diables Rouges subissent une cinglante défaite du pays organisateur (0-5), la dernière rencontre face au Danemark devient donc décisive et, après 39 minutes, la Belgique mène 2-0 avant d'être rejointe puis dépassée (2-3). Battus et éliminés en phase de groupes, l'objectif des Belges est manqué et, malgré une équipe rajeunie, l'Euro français de 1984 constitue sans doute alors le comble de leur frustration... jusqu'au Mondiale 1990 et le but assassin de David Platt. Après cet Euro décevant, la Belgique entame plutôt mal les qualifications pour la Coupe du monde 1986 avec une défaite en Albanie (0-2) et un partage en Grèce (0-0).

### Championnat d'Europe 1984

#### Phase de groupes (Groupe 1)
| Groupe 1 |             |     |   |   |   |   |    |    |      |
|          | Équipe      | Pts | J | G | N | P | BP | BC | Diff |
| 1        | France      | 6   | 3 | 3 | 0 | 0 | 9  | 2  | +7   |
| 2        | Danemark    | 4   | 3 | 2 | 0 | 1 | 8  | 3  | +5   |
| 3        | Belgique    | 2   | 3 | 1 | 0 | 2 | 4  | 8  | -4   |
| 4        | Yougoslavie | 0   | 3 | 0 | 0 | 3 | 2  | 10 | -8   |

| 12 juin | France   | 1 | 0 | Danemark    |
| 13 juin | Belgique | 2 | 0 | Yougoslavie |
| 16 juin | France   | 5 | 0 | Belgique    |
| 16 juin | Danemark | 5 | 0 | Yougoslavie |
| 19 juin | France   | 3 | 2 | Yougoslavie |
| 19 juin | Danemark | 3 | 2 | Belgique    |

## Les matchs
| Match amical                                                     | Belgique               | 0 - 1   | Allemagne de l'Ouest | Stade du Heysel Laeken, Belgique            |                                             |
| 29 février 1984 · 20:00 heure locale · Historique des rencontres |                        | (0 – 0) | Völler 76e (pen.)    | Spectateurs : 17 782 Arbitrage : Bep Thomas | Spectateurs : 17 782 Arbitrage : Bep Thomas |
| 29 février 1984 · 20:00 heure locale · Historique des rencontres | Rapport (RBFA) Rapport |         |                      | Spectateurs : 17 782 Arbitrage : Bep Thomas | Spectateurs : 17 782 Arbitrage : Bep Thomas |

| Match amical                                                   | Pologne                | 0 - 1   | Belgique          | Stade du maréchal Józef Piłsudski Varsovie, Pologne |                                                |
| 17 avril 1984 · 20:15 heure locale · Historique des rencontres |                        | (0 – 0) | Czerniatynski 89e | Spectateurs : 20 000 Arbitrage : Radu Petrescu      | Spectateurs : 20 000 Arbitrage : Radu Petrescu |
| 17 avril 1984 · 20:15 heure locale · Historique des rencontres | Rapport (RBFA) Rapport |         |                   | Spectateurs : 20 000 Arbitrage : Radu Petrescu      | Spectateurs : 20 000 Arbitrage : Radu Petrescu |

Note : Ce match était organisé pour les adieux de Grzegorz Lato, qui devint de ce fait le premier joueur polonais à atteindre les 100 sélections selon la fédération polonaise (PZPN), cinq rencontres disputées par Lato ne sont toutefois pas reconnues officielles par la FIFA car il s'agit de rencontres olympiques d'après 1960 (une lors des Jeux de Münich en 1972 et quatre lors des Jeux de Montréal en 1976).
| Match amical                                                 | Belgique              | 2 - 2                  | Hongrie                   | Stade du Heysel Laeken, Belgique                 |                                                  |
| 6 juin 1984 · 20:00 heure locale · Historique des rencontres | Ceulemans 18e 89e     | (1 – 1)                | Hajszán 42e · Nyilasi 58e | Spectateurs : 11 981 Arbitrage : Georges Konrath | Spectateurs : 11 981 Arbitrage : Georges Konrath |
| 6 juin 1984 · 20:00 heure locale · Historique des rencontres | Czerniatynski 63e [1] | Rapport (RBFA) Rapport |                           | Spectateurs : 11 981 Arbitrage : Georges Konrath | Spectateurs : 11 981 Arbitrage : Georges Konrath |

1  : Entré au jeu à la 60e minute, Alexandre Czerniatynski n'aura joué que 122 secondes.
Note : Enzo Scifo a fait ses débuts alors que sa naturalisation n'avait pas encore été ratifiée par le Sénat; toutefois, le numéro de sa future carte d'identité avait été communiqué à l'URBSFA qui a pris le risque de payer une amende éventuelle de 30 à 40 000 CHF.
| Championnat d'Europe 1984 Premier tour - Groupe 1             | Belgique                      | 2 - 0   | Yougoslavie | Stade Félix Bollaert Lens, France                 |                                                   |
| 13 juin 1984 · 20:30 heure locale · Historique des rencontres | Vandenbergh 28e · Grün 45e    | (2 – 0) |             | Spectateurs : 41 774 Arbitrage : Erik Fredriksson | Spectateurs : 41 774 Arbitrage : Erik Fredriksson |
| 13 juin 1984 · 20:30 heure locale · Historique des rencontres | Rapport (UEFA) Rapport (RBFA) |         |             | Spectateurs : 41 774 Arbitrage : Erik Fredriksson | Spectateurs : 41 774 Arbitrage : Erik Fredriksson |

| Championnat d'Europe 1984 Premier tour - Groupe 1             | France                                                  | 5 - 0   | Belgique | Stade de la Beaujoire Nantes, France           |                                                |
| 16 juin 1984 · 17:15 heure locale · Historique des rencontres | Platini 4e 74e (pen.) 89e · Giresse 33e · Fernandez 43e | (3 – 0) |          | Spectateurs : 51 359 Arbitrage : Bob Valentine | Spectateurs : 51 359 Arbitrage : Bob Valentine |
| 16 juin 1984 · 17:15 heure locale · Historique des rencontres | Rapport (UEFA) Rapport (RBFA)                           |         |          | Spectateurs : 51 359 Arbitrage : Bob Valentine | Spectateurs : 51 359 Arbitrage : Bob Valentine |

| Championnat d'Europe 1984 Premier tour - Groupe 1             | Danemark                                     | 3 - 2   | Belgique                        | Stade de la Meinau Strasbourg, France         |                                               |
| 19 juin 1984 · 20:30 heure locale · Historique des rencontres | Arnesen 41e (pen.) · Brylle 60e · Elkjær 84e | (1 – 2) | Ceulemans 26e · Vercauteren 39e | Spectateurs : 36 911 Arbitrage : Adolf Prokop | Spectateurs : 36 911 Arbitrage : Adolf Prokop |
| 19 juin 1984 · 20:30 heure locale · Historique des rencontres | Rapport (UEFA) Rapport (RBFA)                |         |                                 | Spectateurs : 36 911 Arbitrage : Adolf Prokop | Spectateurs : 36 911 Arbitrage : Adolf Prokop |

| Match amical                                                      | Belgique | 0 - 2                  | Argentine                   | Stade du Heysel Laeken, Belgique             |                                              |
| 5 septembre 1984 · 20:00 heure locale · Historique des rencontres |          | (0 – 2)                | Trobbiani 10e · Ruggeri 36e | Spectateurs : 7 853 Arbitrage : Franz Wöhrer | Spectateurs : 7 853 Arbitrage : Franz Wöhrer |
| 5 septembre 1984 · 20:00 heure locale · Historique des rencontres |          | Rapport (RBFA) Rapport | Ruggeri 83e                 | Spectateurs : 7 853 Arbitrage : Franz Wöhrer | Spectateurs : 7 853 Arbitrage : Franz Wöhrer |

| Coupe du monde 1986 Éliminatoires - Groupe 1                     | Belgique                                  | 3 - 1   | Albanie        | Stade du Heysel Laeken, Belgique              |                                               |
| 17 octobre 1984 · 20:00 heure locale · Historique des rencontres | Claesen 61e · Scifo 83e · Voordeckers 87e | (0 – 0) | Omuri (en) 72e | Spectateurs : 8 978 Arbitrage : Arto Ravander | Spectateurs : 8 978 Arbitrage : Arto Ravander |
| 17 octobre 1984 · 20:00 heure locale · Historique des rencontres | Rapport (RBFA) Rapport                    |         |                | Spectateurs : 8 978 Arbitrage : Arto Ravander | Spectateurs : 8 978 Arbitrage : Arto Ravander |

Note : Première rencontre officielle entre les deux nations.
| Coupe du monde 1986 Éliminatoires - Groupe 1                      | Grèce                  | 0 - 0   | Belgique | Stade olympique Athènes, Grèce                 |                                                |
| 19 décembre 1984 · 16:30 heure locale · Historique des rencontres |                        | (0 – 0) |          | Spectateurs : 15 000 Arbitrage : Heinz Fahnler | Spectateurs : 15 000 Arbitrage : Heinz Fahnler |
| 19 décembre 1984 · 16:30 heure locale · Historique des rencontres | Rapport (RBFA) Rapport |         |          | Spectateurs : 15 000 Arbitrage : Heinz Fahnler | Spectateurs : 15 000 Arbitrage : Heinz Fahnler |

Note : Première rencontre officielle entre les deux nations.
| Coupe du monde 1986 Éliminatoires - Groupe 1                      | Albanie                   | 2 - 0   | Belgique | Stade Qemal-Stafa Tirana, Albanie                           |                                                             |
| 22 décembre 1984 · 14:00 heure locale · Historique des rencontres | Josa (en) 68e · Minga 86e | (0 – 0) |          | Spectateurs : 19 802 Arbitrage : Victoriano Sánchez Arminio | Spectateurs : 19 802 Arbitrage : Victoriano Sánchez Arminio |
| 22 décembre 1984 · 14:00 heure locale · Historique des rencontres | Rapport (RBFA) Rapport    |         |          | Spectateurs : 19 802 Arbitrage : Victoriano Sánchez Arminio | Spectateurs : 19 802 Arbitrage : Victoriano Sánchez Arminio |

## Les joueurs
| Joueurs                 | Joueurs                   | Amical | Amical | Amical  | CE 1984 | CE 1984 | CE 1984 | Amical | QCM 1986 | QCM 1986 | QCM 1986 |
| ----------------------- | ------------------------- | ------ | ------ | ------- | ------- | ------- | ------- | ------ | -------- | -------- | -------- |
| Gardiens de but         |                           |        |        |         |         |         |         |        |          |          |          |
| Jean-Marie Pfaff        | Bayern Munich             | 90     | 90     | 90      | 90      | 90      | 90      |        |          | 90       | 90       |
| Jacky Munaron           | RSC Anderlechtois         | r      | r      |         | r       | r       | r       | 90     | 90       | r        | r        |
| Wim De Coninck          | KSV Waregem               |        |        | r       | r       | r       | r       |        |          |          |          |
| Filip De Wilde          | KSK Beveren               |        |        |         |         |         |         | r      | r        |          |          |
| Défenseurs              |                           |        |        |         |         |         |         |        |          |          |          |
| Michel Renquin          | Servette Genève           | 46e    |        |         |         |         |         |        | 90       | 90       | 90       |
| Paul Lambrichts         | KSK Beveren               | 90     | 90     | 46e     | 34e     | 90      | r       |        |          |          |          |
| Walter Meeuws           | Standard de Liège         | 90     |        |         |         |         |         |        |          |          |          |
| Gérard Plessers         | Standard de Liège         | 90     |        |         |         |         |         |        |          |          |          |
| Michel De Wolf          | KAA La Gantoise           | 37e    | 90     | 90      | 90      | 90      | 90      | 90     | 90       | r        | r        |
| Walter De Greef         | RSC Anderlechtois         |        | 90     | 90      | 90      | 90      | 90 62e  |        |          |          |          |
| Leo Clijsters           | K Waterschei SV THOR Genk |        | 90     | 46e     | 34e     | r       | 90      | 90     |          | r        | 46e      |
| Marc Baecke             | KSK Beveren               |        | r      |         | r       | r       | r       | 46e    | r        |          |          |
| Georges Grün            | RSC Anderlechtois         |        |        |         | 90 ,    | 90      | 90      | 90     | 90       | 90 76e   | 90       |
| Eddy Jaspers            | KSK Beveren               |        |        |         |         |         |         | 46e    |          | 90       | 90       |
| Dirk De Vriese          | KSC Lokeren               |        |        |         |         |         |         |        | 90,      |          |          |
| Franky Van der Elst     | Club Bruges KV            |        |        |         |         |         |         |        |          | 90       | 90       |
| Michel De Groote        | RSC Anderlechtois         |        |        |         |         |         |         |        |          | 90 30e   | 90       |
| Milieux                 |                           |        |        |         |         |         |         |        |          |          |          |
| Franky Vercauteren      | RSC Anderlechtois         | 37e    |        | 90 61e  | 90      | 90      | 62e     | 90     | 90       | 90       | 90       |
| Jan Ceulemans           | Club Bruges KV            | 90     |        | 90      | 90      | 90      | 90      | 90     |          | 90       | 90       |
| René Verheyen           | Club Bruges KV            | 90     | r      |         | r       | 52e     | r       |        | r        |          |          |
| Paul Theunis            | KSK Beveren               | 90     | 90     |         |         |         |         |        |          |          |          |
| Raymond Mommens         | KSC Lokeren               | r      | 90     | r       | r       | r       | r       |        |          | r        | r        |
| Jos Daerden             | Standard de Liège         | 46e    |        |         |         |         |         |        |          |          |          |
| Leo Van Der Elst        | Royal Antwerp FC          |        | 90     |         |         |         |         |        | 60e      |          |          |
| Patrick Gorez           | RFC Sérésien              |        | r      |         |         |         |         |        |          |          |          |
| René Vandereycken       | RSC Anderlechtois         |        |        | 90      | 90      | 46e     | 90 65e  | 90 50e | 90       |          |          |
| Enzo Scifo              | RSC Anderlechtois         |        |        | 90      | 90      | 52e     | 90      | 90     | 90       | 90       | 46e      |
| Ludo Coeck              | Inter Milan               |        |        | 90      | r       | 46e     | 46e     |        |          |          |          |
| Eddy Snelders           | Standard de Liège         |        |        |         |         |         |         | r      |          |          |          |
| Peter Creve             | KSK Beveren               |        |        |         |         |         |         | r      |          |          |          |
| Attaquants              |                           |        |        |         |         |         |         |        |          |          |          |
| Nico Claesen            | RFC Sérésien              | 90     | 90     | 90      | 90      | 90 15e  | 46e     |        | 90       | 90       | 90       |
| Eddy Voordeckers        | K Waterschei SV THOR Genk | 90     | 90     | 60e     | r       | r       | 62e     |        | 70e      | 62e      | 60e      |
| Alexandre Czerniatynski | RSC Anderlechtois         | r      | 46e    | 60e 63e | r       | r       | r       | 90     | 70e      | 62e      | 60e      |
| Erwin Vandenbergh       | RSC Anderlechtois         |        | 46e    |         | 90      | 90      | 90      |        |          |          |          |
| Marc Degryse            | Club Bruges KV            |        |        |         |         |         |         | 90     | 60e      |          |          |
| Philippe Desmet         | KSV Waregem               |        |        |         |         |         |         | r      |          |          |          |

Un « r » indique un joueur qui était parmi les remplaçants mais qui n'est pas monté au jeu.
1. 1 2 3 4 5 6 7 8 9 10  Première sélection officielle pour le joueur.
2. 1 2 3 4 5 6 7 8 9 10 11  Dernière sélection officielle pour le joueur.
3. 1 2 3  Premier but officiel pour le joueur.

## Aspects socio-économiques

### Couverture médiatique
| Jour de diffusion | Match                           | Compétition          | Diffuseur francophone | Diffuseur néerlandophone |
| ----------------- | ------------------------------- | -------------------- | --------------------- | ------------------------ |
| 29 février 1984   | Belgique - Allemagne de l'Ouest | Amical               | non diffusé           | non diffusé              |
| 17 avril 1984     | Pologne - Belgique              | Amical               | RTBF                  | BRT                      |
| 6 juin 1984       | Belgique - Hongrie              | Amical               | non diffusé           | non diffusé              |
| 13 juin 1984      | Belgique - Yougoslavie          | Championnat d'Europe | RTBF                  | BRT                      |
| 16 juin 1984      | France - Belgique               | Championnat d'Europe | RTBF                  | BRT                      |
| 19 juin 1984      | Danemark - Belgique             | Championnat d'Europe | RTBF                  | BRT                      |
| 5 septembre 1984  | Belgique - Argentine            | Amical               | non diffusé           | non diffusé              |
| 17 octobre 1984   | Belgique - Albanie              | Coupe du monde       | RTBF                  | non diffusé              |
| 19 décembre 1984  | Grèce - Belgique                | Coupe du monde       | RTBF                  | BRT                      |
| 22 décembre 1984  | Albanie - Belgique              | Coupe du monde       | non diffusé           | non diffusé              |

Source : Programme TV dans Gazet van Antwerpen.

## Sources

### Archives
1. ↑  (nl) « Concentra online archief », sur krantenarchief.concentra.be, Mediahuis.